# Хоккей на траве на летних Олимпийских играх 1932

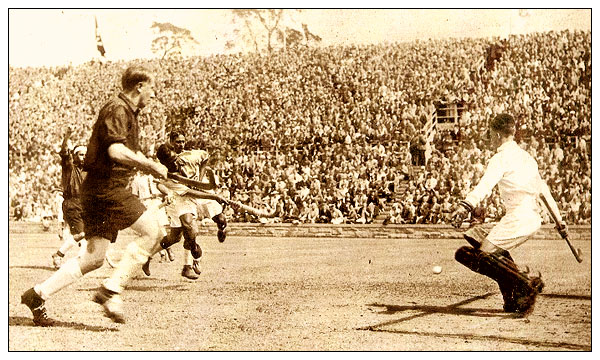
Сборная Индии на Олимпийских играх 1932

Соревнования по хоккею на траве на летних Олимпийских играх 1932 года проводились только среди мужчин. Матчи проходили 4—11 августа 1932 года на поле Мемориального колизея в Лос-Анджелесе.
В них участвовали только 3 сборных: Индии, Японии и США. Они сыграли турнир в один круг, который получился самым скоротечным в истории олимпийского хоккея на траве и включал в себя всего три матча.
Хоккеисты Индии в отсутствие серьёзной конкуренции победили в обоих матчах с соотношением мячей 35:2 и легко выиграли золотые медали второй раз в истории и второй раз подряд. Двукратными олимпийскими чемпионами стали вратарь Ричард Аллен, защитник Лесли Хэммонд, полузащитники Эрик Пинниджер и Лал Шах Бохари, нападающий Дхиан Чанд.
Серебро досталось японцам, бронза — американцам, которые собрали команду в основном из представителей других видов спорта: в основном крикета и футбола.
На турнире было установлено два рекорда результативности олимпийских хоккейных турниров: самая крупная победа (11 августа 1932 года, Индия — США — 24:1) и максимальное число мячей, забитых игроков в одном матче (Руп Сингх забил 10 мячей в матче с США).

## Медалисты
| Золото | Серебро | Бронза |
| Индия Вратари · Артур Хинд · Ричард Аллен · Защитники · Карлайл Тэпселл · Лесли Хэммонд · Фрэнк Брюин · Сардар Мохаммад Аслам · Полузащитники · Масуд Минхас · Эрик Пинниджер · Лал Шах Бохари · Нападающие · Дики Кэрр · Гурмит Сингх · Дхиан Чанд · Руп Сингх · Сайед Джаффар · Пэт Салливан | Япония Вратарь · Сюнкити Хамада · Защитники · Акио Сода · Садаёси Кобаяси · Полузащитники · Кацуми Сибата · Ёсио Сакаи · Эйити Накамура · Нападающие · Харухико Кон · Хироси Нагата · Кэнити Кониси · Тосио Усами · Дзюндзо Инохара · Неизвестное амплуа · Сиро Миура · Масуюки Асакава | США Вратарь · Гарольд Брюстер · Защитники · Сэм Юинг · Майк О'Брайен · Фред Уолтерс · Рой Коффин · Полузащитники · Генри Грир · Джимми Джентл · Хорас Дисстон · Нападающие · Ларри Нэпп · Чарльз Шиффер · Эмос Дикон · Билл Боддингтон · Дэйв Макмаллин · Лэнни Бак · Неизвестное амплуа · Уоррен Ингерсолл · Уилсон Хобсон · Роберт Пайл |

## Результаты
| 1 | Индия  |      | 11:1 | 24:1 | 2 | 2 | 0 | 0 | 35:2  | +33 | 4 |
| 2 | Япония | 1:11 |      | 9:2  | 2 | 1 | 0 | 1 | 10:13 | -3  | 2 |
| 3 | США    | 1:24 | 2:9  |      | 2 | 0 | 0 | 2 | 3:33  | -30 | 0 |

| 4 августа 1932                                    | \| Индия \| 11:1 Протокол, Отчёт \| Япония \| \| Руп Сингх · Гурмит Сингх · Дики Кэрр · Дхиан Чанд \| Голы \| Дзюндзо Инохара \| | Мемориальный колизей, Лос-Анджелес Судьи: Т. Хиносэ Чарльз Ньюхем |
| Индия                                             | 11:1 Протокол, Отчёт | Япония                                                            |
| Руп Сингх · Гурмит Сингх · Дики Кэрр · Дхиан Чанд | Голы | Дзюндзо Инохара                                                   |

| 8 августа 1932                                  | \| Япония \| 9:2 Протокол \| США \| \| Дзюндзо Инохара · Хироси Нагата · Кэнити Кониси \| Голы \| Чарльз Шиффер · Дэйв Макмаллин \| | Мемориальный колизей, Лос-Анджелес Судьи: Чарльз Ньюхем П. Гупта |
| Япония                                          | 9:2 Протокол | США                                                              |
| Дзюндзо Инохара · Хироси Нагата · Кэнити Кониси | Голы | Чарльз Шиффер · Дэйв Макмаллин                                   |

| 11 августа 1932                                        | \| Индия \| 24:1 Протокол, Отчёт \| США \| \| Руп Сингх · Гурмит Сингх · Эрик Пинниджер · Дхиан Чанд \| Голы \| Билл Боддингтон \| | Мемориальный колизей, Лос-Анджелес Судьи: Т. М. Спенс Чарльз Ньюхем |
| Индия                                                  | 24:1 Протокол, Отчёт | США                                                                 |
| Руп Сингх · Гурмит Сингх · Эрик Пинниджер · Дхиан Чанд | Голы | Билл Боддингтон                                                     |

## Снайперы
13 мячей

 Руп Сингх

12 мячей

 Дхиан Чанд

8 мячей

 Гурмит Сингх

5 мячей

 Дзюндзо Инохара

3 мяча

 Хироси Нагата

2 мяча

 Кэнити Кониси

1 мяч

 Дики Кэрр

 Эрик Пинниджер

 Чарльз Шиффер

 Дэйв Макмаллин

 Билл Боддингтон